# Parel van Zandvoort
De Parel van Zandvoort is de bijnaam van de 26e partij uit de tweekamp tussen Max Euwe en Aleksandr Aljechin tijdens het Wereldkampioenschap schaken 1935. De partij werd gespeeld op 3 december 1935 en wordt algemeen beschouwd als de mooiste partij uit de tweekamp. Uniek aan de partij is dat Euwe van de 47 zetten er 19 deed met hetzelfde paard. Door de winst in deze partij kwam Euwe op een 14–12 voorsprong, die uiteindelijk beslissend bleek te zijn: de tweekamp eindigde na dertig partijen in 15,5–14,5. De partij ging als volgt:

## Partijverloop
Max Euwe – Alexander Aljechin, 26e matchpartij, Zandvoort, 3 december 1935
Opening: Hollandse verdediging
1.d4 e6 2.c4 f5 3.g3 Lb4+ 4.Ld2 Le7 5.Lg2 Pf6 6.Pc3 0-0 7.Pf3 Pe4 8.0-0 b6 9.Dc2 Lb7 10.Pe5 Pxc3 11.Lxc3 Lxg2 12.Kxg2 Dc8 13.d5 d6 14.Pd3 e5 15.Kh1 c6 16.Db3 Kh8 17.f4 e4 18.Pb4 c5 19.Pc2 Pd7 20.Pe3 Lf6 21.Pxf5 Lxc3 22.Pxd6 Db8 23.Pxe4 Lf6 24.Pd2 g5 25.e4 gxf4 26.gxf4 Ld4 27.e5 De8 28.e6 Tg8 29.Pf3 Dg6 30.Tg1 Lxg1 31.Txg1 Df6 32.Pg5 (zie diagram, deze stelling stond afgebeeld op de postzegel die in 2001 werd uitgegeven ter gelegenheid van de honderdste verjaardag van Euwe) 32...Tg7 33.exd7 Txd7 34.De3 Te7 35.Pe6 Tf8 36.De5 Dxe5 37.fxe5 Tf5 38.Te1 h6 39.Pd8 Tf2 40.e6 Td2 41.Pc6 Te8 42.e7 b5 43.Pd8 Kg7 44.Pb7 Kf6 45.Te6+ Kg5 46.Pd6 Txe7 47.Pe4+ 1–0.